# 嘉手苅浩太
嘉手苅浩太（日语：／ Katekaru Kōta，2002年12月26日—）是一名出身於日本兵庫縣姫路市的棒球選手，司職投手，目前效力於日本職棒東京養樂多燕子。

## 個人情報

### 背號
- 67（2021年－2023年）
- 013（2024年－）

## 外部連結
- 嘉手苅浩太在日本職棒（英语）
- 嘉手苅浩太在Baseball-Reference.com（小聯盟以及海外聯盟）（英语）